# Rhizoplatodes castaneipennis
Rhizoplatodes castaneipennis är en skalbaggsart som beskrevs av Karl Henrik Boheman 1857. Rhizoplatodes castaneipennis ingår i släktet Rhizoplatodes och familjen Dynastidae. Utöver nominatformen finns också underarten R. c. foveiceps.